# Amtsgericht Calw

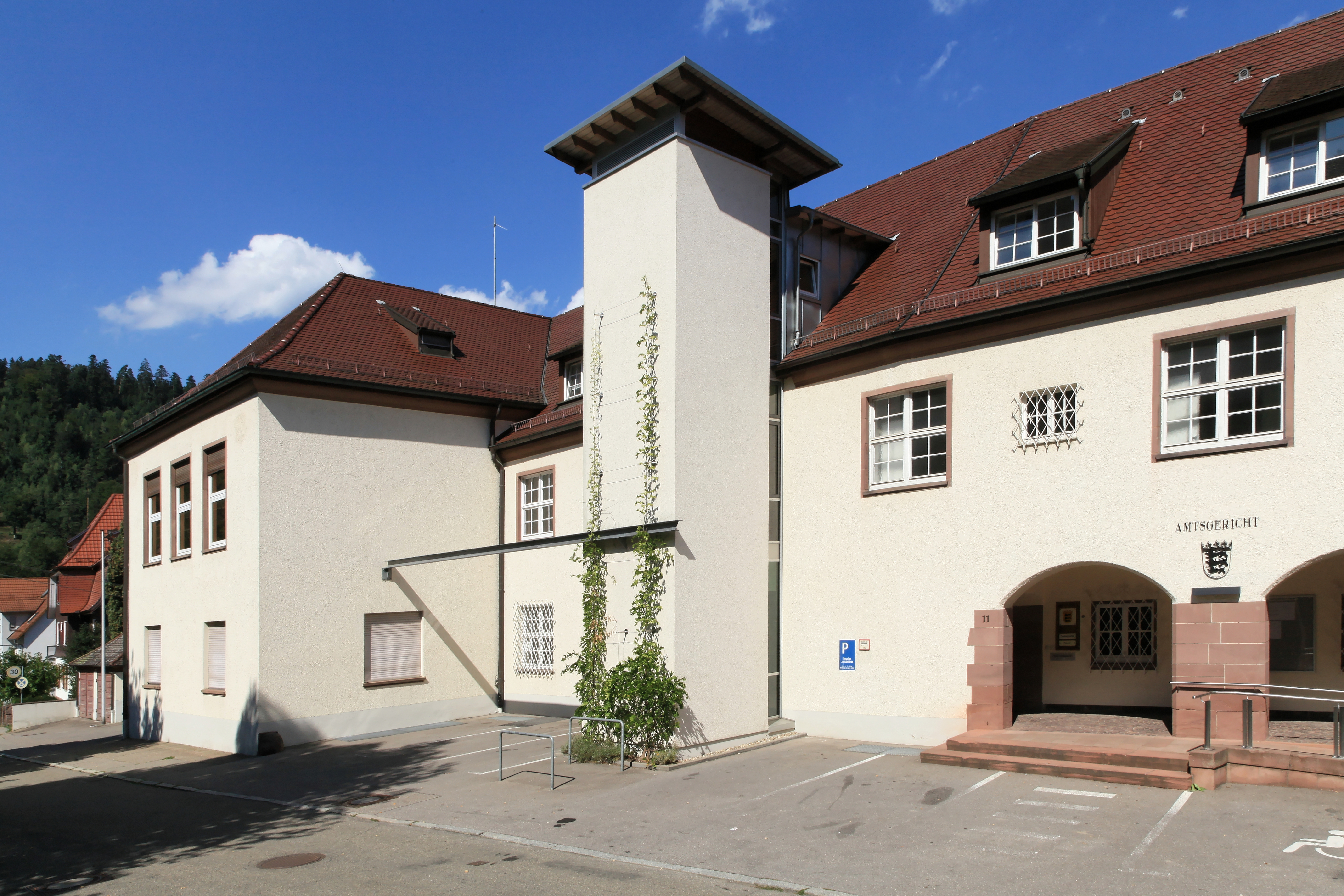
Gerichtsgebäude

Das Amtsgericht Calw, ein Gericht der ordentlichen Gerichtsbarkeit, ist eines von sieben Amtsgerichten (AG) im Bezirk des Landgerichts Tübingen.

## Gerichtssitz und -bezirk
Sitz des Gerichts ist Calw, die Kreisstadt des Landkreises Calw. Der 513 km² große Gerichtsbezirk erstreckt sich auf die Städte und Gemeinden Althengstett, Bad Herrenalb, Bad Liebenzell, Bad Teinach-Zavelstein, Bad Wildbad, Calw, Dobel, Enzklösterle, Gechingen, Höfen an der Enz, Neubulach, Neuweiler, Oberreichenbach, Ostelsheim, Schömberg, Simmozheim und Unterreichenbach. In ihm leben rund 97.000 Menschen.
Für die Führung des Handels-, Genossenschafts- und Partnerschaftsregisters ist das Amtsgericht Stuttgart zuständig, das auch als Zentrales Mahngericht die Mahnverfahren bearbeitet. Insolvenzgericht ist das Amtsgericht Tübingen.

## Gebäude
Das Gericht ist im Gebäude Schillerstraße 11 untergebracht.

## Übergeordnete Gerichte
Dem AG Calw ist das Landgericht Tübingen übergeordnet. Zuständiges Oberlandesgericht ist das Oberlandesgericht Stuttgart.